# هیدن اسپرینگز، آیداهو
هیدن اسپرینگز (به انگلیسی: Hidden Springs) یک منطقهٔ مسکونی در ایالات متحده آمریکا است که در شهرستان آدا، آیداهو واقع شده‌است. هیدن اسپرینگز ۲٬۲۸۰ نفر جمعیت دارد و ۸۷۲٫۹۶ متر بالاتر از سطح دریا واقع شده‌است.